# Kawaii*
kawaii*（カワイイ*）は、日本のアダルトビデオメーカーである。

## 概要
2006年11月に設立された、アウトビジョングループ(2009年11月1日、株式会社北都から商号変更。2016年に株式会社ABC（現社名・株式会社WILL）へ吸収合併し解散。）のアダルトビデオメーカーである。
キャッチフレーズは「かわいいセックchu!」。従来のアダルトビデオでは見られないようなかわいい衣装や撮影場所にこだわっており、パッケージデザインも、ファッション雑誌のグラビアを思わせるような、一見してアダルトビデオとは分からないものが多い。パッケージ表記は語尾にアスタリスクの付く『kawaii*』表記であるが、ECサイトなどでは『kawaii』表記の場合もあり。
公式サイトでは出演女優のことを「ガールズ」と呼ぶ。現在まで120名以上が専属AVデビューしているが長期在籍者はとても少なく、個人ベストを含めても10作以上出演しているのは、7名（さくらゆら・横山美雪・緒奈もえ・真央♪・大橋未久・音市美音・尾上若葉）のみである。卒業後は他メーカーで専属（横山美雪・大橋未久など）やキカタン（春原未来・尾上若葉など）として活躍するパターンが多い。
AVグランプリ2008で、香坂百合、大橋未久が出演した『kawaii* special ギザカワユス!』が最優秀作品賞に選ばれた。
2014年7月から2015年3月まで、さくらゆら、涼川絢音（2015年1月卒業）、青山未来によるユニット「Asterisk*」が結成された。
2022年8月には『チラつく妻の存在が吹き飛ぶほど一晩中モウレツにハメ狂った…』シリーズが、「令和のテッパンシリーズ」として週刊プレイボーイで誌面特集された。2023年6月には逆NTR作品である『彼女の親友がバレたら絶体絶命な状況で中出しおねだりささやき誘惑』が新たなテッパンシリーズとして同誌で特集された。
2023年8月、同年上半期にメーカー内で最も売れた作品として4月発売の『超新人級 史上最年少のセックス3冠王 響蓮21歳 AVデビュー』が挙げられた。販売サイトFANZAでのお気に入り数が5万に迫る勢いとなった。広報担当者は撮影段階で売れると思ったという。
集英社『週刊プレイボーイ』では2024年のkwaiiで一番売れた作品が『AV界で最も制服が似合うオールスター10人大乱交!完全版2024』であったと報道した。
メーカーとしてのシリーズ作は他メーカーに比べると少なく、デビュー作に使用されるタイトルを除くと2025年2月時点では『隣人のごみ屋敷で異臭中年おやじに抜かずの連続中出し』の14作が最多である。

### コラボ
- 「キラカワ☆E学園」シリーズ（2012年7 - 10月、kira☆kira・E-BODY・Rookie）
- 「キラカワイイマドッカーズ」シリーズ（2013年10月、E-BODY・kira☆kira・Madonna・ATTACKERS、Rookie）
- 天使もえ（2015年10月、S1）
- kawaii*10周年（2016年12月、S1・ATTACKERS）

## 主要シリーズ
| シリーズ        | 作品数 | スタート作                      | 最新作 |
| --------------- | ------ | ------------------------------- | --- |
| kawaii*デビュー | 23     | せるルンルン 小栗杏菜 2007年5月 | 初脱ぎ女子大生 東京都W大学 3年生 月丘さん（仮）20歳 考古学専攻 専門分野エジプト 将来の夢 学芸員 経験人数 2人 性感帯 クリトリス オナニーネタ 妄想 2025年5月 |

| 過去                      | 過去   | 過去                                       | 過去                                                                                          |
| シリーズ                  | 作品数 | スタート作                                 | 最新作                                                                                        |
| ------------------------- | ------ | ------------------------------------------ | --------------------------------------------------------------------------------------------- |
| 初めての、ショートカット♥ | 16     | 鮎川なお 2008年10月                        | で失禁お漏らし 森川真羽 2012年6月                                                             |
| LOVE♥ドッピュン!!         | 26     | 真琴 2007年7月                             | LOVEドッピュン!!メガ顔射スペシャル! 仁美まどか 2012年12月                                     |
| 14400秒あげる             | 11     | ひろ美の14400秒あげる 佐藤ひろ美 2007年6月 | 10コスプレと14400秒あげる 仁美まどか 2012年10月                                               |
| 学校でセックchu♥          | 36     | 学校でエッチッチ♥ 大橋未久◆ 2007年6月      | ぜ〜んぶ、学校でセックchu♥（総集編） 2011年6月                                                |
| kawaii*girl               | 35     | 01 姫咲りりあ 2006年11月                   | BEST4時間3（総集編） 2009年10月                                                               |
| 新人デビュー              | 78     | masaki♥ 01 姫野まさき♥ 2006年11月          | kawaii*×E-BODY2メーカー専属同時デビュ→Cuteなの?Bodyなの?どっちが好きなの? 槇原愛菜 2013年11月 |

## 主なKawaii*ガールズ
※kawaii*デビュー（移籍・客演）は省略、「専属」表記有り、または専属状態の女優をまとめる。

### 現在の専属
| ガールズ名 | 作品数 | 作品数 | 作品数     | デビュー作 | 最新作 | 備考                                                                          |
| ガールズ名 | 単体   | 共演   | 個人ベスト | デビュー作 | 最新作 | 備考                                                                          |
| ---------- | ------ | ------ | ---------- | --- | ------ | ----------------------------------------------------------------------------- |
| 桜もこ     |        |        |            | 電撃移籍 kawaii*専属デビュ→ 外神田の人気No.1アイドル 桜もこエロス覚醒3本番 2018年2月                                      |        | 2023年3月をもって本中へと移籍。                                               |
| 伊藤舞雪   |        |        |            | 大型新人!W54cm圧倒的くびれと奇跡の天然Fカップ 伊藤舞雪 kawaii*専属デビュ→ 2018年3月                                       |        |                                                                               |
| 皆川ゆうな |        |        |            | 脱いだら白肌スレンダーEcup！ 韓国大好きなイマドキ女子大生 皆川ゆうな20歳 右肩上がりにエロくなるAVデビュー作！！ 2020年2月 |        | 2020年7月をもって企画単体転向                                                 |
| 天音ゆい   |        |        |            | 新人！kawaii*専属デビュ→天音ゆい18歳 新時代アイドル誕生 2020年8月                                                         |        | 2020年10月をもって企画単体転向。 2022年にkawaii*専属復帰。 2023年5月2日引退。 |
| ひなたなつ |        |        |            | この子、こう見えてドエロです。おとなしいけど性欲強め エッチが好き過ぎる少女 日向なつAVデビュー 2021年6月                  |        | 旧名は日向なつ。2024年11月に事務所移籍に伴い「ひなたなつ」へ改名。            |
| 設楽ゆうひ |        |        |            | すっごい人見知りだけど、実は華やかなAVの世界に憧れていた美少女“栗宮ふたば”AVデビュー 2021年12月                           |        | 旧名は栗宮ふたば。 2023年3月7日より現芸名。                                   |
| 千石もなか |        |        |            | 地下アイドルからセクシーアイドルへ転身！エッチ大好きスター候補生 千石もなか kawaii*専属デビュー 2022年7月                 |        |                                                                               |
| 市川りく   |        |        |            | 沖縄出身元アイドル 市川りく20才AVデビュー 裏表のない性格は南国の元気印「私、ウソはつきません！」 2022年7月                |        |                                                                               |
| 安達ゆら   |        |        |            | 挿入する瞬間が好き…でも歴代彼氏が早漏すぎてイッたことない小麦肌のEcup美少女がナカイキを体験したくてAVデビュー！ 2022年8月 |        |                                                                               |
| 美城るる   |        |        |            | 顔もカラダも性格も感度も全部100点! 理想の新人 美城るるAV Debut 2022年9月                                                  |        |                                                                               |
| 松岡美桜   |        |        |            | 新人！kawaii*デビュー松岡美桜 わたしが望む、暗くて陰湿なセカイ。 2023年11月                                               |        |                                                                               |
| 小坂七香   |        |        |            | |        | 2024年8月6日よりエスワンより専属移籍                                          |

### 過去
| 2011年以前  | 2011年以前 | 2011年以前 | 2011年以前 | 2011年以前                                                             | 2011年以前                                                                         |
| ガールズ名  | 作品数     | 作品数     | 作品数     | デビュー作                                                             | 最新作                                                                             |
| ガールズ名  | 単体       | 共演       | 個人ベスト | デビュー作                                                             | 最新作                                                                             |
| ----------- | ---------- | ---------- | ---------- | ---------------------------------------------------------------------- | ---------------------------------------------------------------------------------- |
| 姫野まさき♥ | 5          |            |            | masaki♥ 01 2006年11月                                                  | masaki♥ 05 2007年4月                                                               |
| 真央♪       | 10         | 1          | 2          | mao♪ 01 2006年12月                                                     | 真央COMPLETE BEST 2011年5月                                                        |
| 国生みさき  | 1          |            |            | kawaii*girl 04 2007年2月                                               | kawaii*girl 04 2007年2月                                                           |
| 澤井由奈    | 4          |            |            | yuna 01 2007年3月                                                      | yuna 04 2007年7月                                                                  |
| 大橋未久♦   | 9          | 1          | 1          | デビューだょん♥ 2007年4月                                              | kawaii*5周年特別企画 大橋未久ファン感謝祭＆ショートカット復活SP 2011年11月         |
| 品川杏奈    | 3          |            |            | anna 01 2007年5月                                                      | anna 03 2007年7月                                                                  |
| 真琴        | 3          |            |            | 北海道から来ました。真琴です。 2007年6月                               | 3P!!! 2007年8月                                                                    |
| 聖          | 5          |            |            | 新入聖☆デビュー! 2007年7月                                             | 学校でセックchu♥ 2007年11月                                                        |
| 若菜ひかる  | 6          | 1          |            | 初セルだっちゃ! 2008年8月                                              | kawaii* special ダブルオッパイ 若菜ひかる 真央♪ 2008年1月                          |
| 椿姫        | 2          |            |            | 美にゅ〜姫はじめ♪ 2007年8月                                            | 3P姫はじめ♪ 2007年9月                                                              |
| 高島蘭      | 1          |            |            | kawaii*girl 12 2007年9月                                               | kawaii*girl 12 2007年9月                                                           |
| 夏川まゆり  | 8          |            | 1          | 夏川まゆりデビュ→だょん! 2007年10月                                    | 夏川まゆり・4時間スペシャル 2008年11月                                             |
| MARIMO      | 3          |            |            | MARIMOデビュ→でちゅ! 2007年10月                                        | 特濃とろけるセックchu! 2007年12月                                                  |
| 愛原つばさ  | 3          |            |            | kawaii*学園入学!つばさデビュー! 2007年11月                             | 3P!!! 2008年1月                                                                    |
| 綾瀬エリカ  | 3          |            |            | Gカップぷるるん娘デビュー!! 2007年12月                                 | おっパイがいっパイ♥ 2008年2月                                                      |
| 森美咲      | 7          | 1          | 1          | kawaii*新人デビュ→可愛いと綺麗のあいだ♥ 2008年1月                      | 森美咲・8時間スペシャル 2009年4月                                                  |
| みづき伊織  | 4          |            |            | 新人!kawaii*専属デビュ→ハツラツ美少女☆伊織 2008年2月                   | 学校でセックchu♥ 2008年5月                                                         |
| ふわり      | 4          | 2          |            | 新人!kawaii*専属デビュ→149センチめんたる♥ 2008年3月                    | アイドル病棟kawaii*クリニック♥ 2009年8月                                           |
| 水玉レモン  | 3          |            |            | kawaii*新人デビュ→天然ボケドル誕生! 2008年4月                          | 学校でセックchu♥ 2008年6月                                                         |
| 原明奈      | 2          | 3          |            | 新人!kawaii*専属デビュ→めっちゃ敏感アッキーナ♪ 2008年5月               | kawaii*special ギザカワユスDX! 2009年2月                                           |
| 雪村ななみ  | 3          |            |            | 新人!kawaii*専属デビュ→ななみ、純白です。 2008年6月                    | 学校でセックchu♥ 2008年6月                                                         |
| 月野りさ    | 2          |            |            | kawaii*新人デビュ→キラキラ★カワイイ♥ 2008年7月                         | 兄貴の彼女は女子高生 2010年3月                                                     |
| 横山美雪    | 18         | 3          | 2          | 新人!kawaii*専属デビュ→スタア発掘☆ものすごい美少女♪ 2008年8月          | 以上、横山美雪でした! 8時間スペシャル 2010年10月                                   |
| 青木春      | 1          |            |            | kawaii*girl 23 2008年9月                                               | kawaii*girl 23 2008年9月                                                           |
| 亜梨        | 2          | 1          |            | 新人!kawaii*専属デビュ→身長は145cm、でもオッパイはGカップ。 2008年10月 | kawaii*special ショートカット美少女デラックス! 2008年12月                          |
| 星空みちる  | 3          | 2          |            | 新人!kawaii*専属デビュ→1番星みちる見つけた☆ 2008年12月                 | kawaii*女学園パラダイス♥美少女14人6時間SP 2009年4月                                |
| 愛斗ゆうき  | 8          | 1          |            | 新人!kawaii*専属デビュ→現役アイドル!AV解禁だょん♪ 2009年1月            | 私を大人にして下さい。 2009年9月                                                   |
| 上野綾      | 3          |            |            | 新人!kawaii*専属デビュ→ツンデレ美乳のE衝撃♥ 2009年2月                  | 快感♪ピストントーン!!! 2009年4月                                                   |
| 佐藤ひとみ  | 1          |            |            | 新人!kawaii*専属デビュ→春風の似合う素敵な笑顔♥ 2009年3月               | 新人!kawaii*専属デビュ→春風の似合う素敵な笑顔♥ 2009年3月                           |
| 元井あきな  | 4          |            |            | 新人!kawaii*専属デビュ→ニーハオ、上海ハーフ美少女! 2009年4月           | 桃尻の片想い 2009年7月                                                             |
| 井上明日香  | 4          | 1          |            | 新人!kawaii*専属デビュ→初恋トロピカル♪ 2009年5月                       | 快感♪ピストントーン!!! 2009年9月                                                   |
| 蒼井ちなつ  | 4          |            |            | 新人!kawaii*専属デビュ→オトナと少女の間♥ 2009年6月                     | 変態おじさんとベロベロ接吻セックchu♥ 2009年9月                                     |
| 加藤なつみ  | 4          |            |            | 新人!Kawaii*専属デビュ→宇宙一のピュア美少女なっちゃん 2009年7月        | 学校でセックchu♥ 2009年11月                                                        |
| ましろ杏    | 4          |            |            | 新人!kawaii*専属デビュ→Gカップ超くびれクイーン誕生♪ 2009年9月          | ランラン♪乱交 2009年12月                                                           |
| 友田彩也香  | 4          |            |            | 新人!kawaii*専属デビュ→垂れ目がキュートな可憐少女♪ 2009年10月          | LOVE♥ドッピュン!!メガ顔射スペシャル! 2010年1月                                     |
| 鈴木きあら  | 3          |            |            | 新人!kawaii*専属デビュ→ハニカミ笑顔の箱入り娘☆ 2009年11月              | 学校でセックchu♥ 2010年1月                                                         |
| 木内美保    | 4          |            |            | 新人!kawaii*専属デビュ→頭脳派アイドル☆ミポリン! 2009年12月             | 24時間お悩み解決TV 2010年3月                                                       |
| 葵えり      | 2          |            |            | 新人!kawaii*専属デビュ→ミルクたっぷり、葵えり♥ 2010年2月               | 巨乳娘はボクのペット♪ 2010年3月                                                    |
| 藤原ひとみ  | 4          | 1          |            | 新人!kawaii*専属デビュ→恥じらい妄想乙女☆ 2010年3月                     | kawaii*ソープへいらっしゃいませ!きゃわたん泡姫大集合だょ♪ 2013年6月                |
| あいりみく  | 7          | 1          |            | 新人!kawaii*専属デビュ→もぎたてfresh!ミクロリ美少女 2010年5月          | AKIBAコス 2011年1月                                                                |
| 藤井晶穂    | 2          |            |            | 新人!kawaii*デビュ→元気のビタミン。 2010年6月                          | ビリビリッ! 2010年7月                                                              |
| 西山希      | 5          |            |            | 新人!kawaii*専属デビュ→18歳の裸とセックchu♥ 2010年9月                  | girlfriend 2011年8月                                                               |
| 香月悠梨    | 6          |            | 1          | 新人!kawaii*専属デビュ→ユーリアリーラブリー悠梨 2010年10月             | やっぱ悠梨ちゃんでしょッ!全作コンプリート8時間☆ 2011年8月                          |
| 柚奈りり    | 4          |            |            | 新人!kawaii*専属デビュ→ふんわり潤い美少女りり 2011年1月                | 妹に萌え萌え 2011年4月                                                             |
| 音市美音    | 8          |            | 3          | 新人!kawaii*専属デビュ→ぞっこんショートリズム♪ 2011年9月               | 美音ちゃん全作コンプリートだょ☆音市美音た〜っぷり12時間special 2016年1月           |
| 河合こころ  | 5          | 1          |            | 新人!kawaii*専属デビュ→18歳着エロアイドルAV解禁だょん♪ 2011年10月      | 絶叫イカセMAX! 2012年3月                                                           |
| 夏目優希    | 3          | 1          |            | 新人!kawaii*専属デビュ→夏色ユーキッス 2011年11月                       | kawaii*ソープへいらっしゃいませ♪ エッチで癒されるW美少女2輪車スペシャル! 2012年2月 |
| 遠藤ななみ  | 6          |            | 3          | 新人!kawaii*専属デビュ→スタア候補☆気になる美少女 2011年12月            | 遠藤ななみ完全コンプリート全作品全コーナー8時間BEST 2016年5月                      |

| 2012 - 2015年 | 2012 - 2015年 | 2012 - 2015年 | 2012 - 2015年 | 2012 - 2015年                                                                        | 2012 - 2015年 |
| ガールズ名    | 作品数        | 作品数        | 作品数        | デビュー作                                                                           | 最新作 |
| ガールズ名    | 単体          | 共演          | 個人ベスト    | デビュー作                                                                           | 最新作 |
| ------------- | ------------- | ------------- | ------------- | ------------------------------------------------------------------------------------ | --- |
| 春原未来      | 7             | 1             | 1             | 新人!kawaii*専属デビュ→spring has come♪ 2012年1月                                    | kawaii*presents 夢のハメキュン恋活裏ツアー2015 春原&彩城のおこぼれ救済大作品!?お見合いパーティー後、女優陣は… 2015年10月 |
| 野村萌香      | 3             |               |               | 新人!kawaii*デビュ→ゆるカワ萌っ娘エンジェル☆ 2012年2月                               | 幼なじみは甘えんぼ ボクと萌香の再会セックchu 2012年4月                                                                   |
| 山下優衣      | 4             |               |               | 新人!kawaii*専属デビュ→雪解け☆天然ぴゅあはーと 2012年3月                             | スキありっ!! 2012年6月                                                                                                   |
| みなみ愛梨    | 4             |               | 1             | 新人!kawaii*専属デビュ→ミラクル美乳サプライズ! 2012年5月                             | みなみ愛梨全作コンプリートだょ☆ミラクル美巨乳8時間special 2014年2月                                                      |
| 音無さやか    | 5             |               |               | 新人!kawaii*専属デビュ→18歳!美少女アイドルAV解禁♪ 2012年6月                          | 素顔の「さぁや」18歳AVアイドル密着ドキュメント 2012年10月                                                                |
| 尾上若葉      | 7             | 2             | 1             | 新人!kawaii*専属デビュ→ほっとけない笑顔の美少女 2012年7月                            | 引退 尾上若葉 THE LAST SMILE 2014年6月                                                                                   |
| 水樹うるは    | 4             |               |               | 新人!kawaii*専属デビュ→現役アイドル!AV解禁だょん♪ 2012年7月                          | もっと2エッチッチ!! 2012年10月                                                                                           |
| 仁美まどか    | 7             | 1             | 1             | 新人!kawaii*専属デビュ→スタア候補☆惹かれる美少女 2012年8月                           | 仁美まどか 全作コンプリートだょ☆8時間special 2013年7月                                                                   |
| 大沢里菜      | 6             |               | 1             | 新人!kawaii*専属デビュ→ちっちゃなエース‘さわり〜な’ 2012年9月                        | さわり〜な全作コンプリートだょ★大沢里菜8時間special 2013年6月                                                            |
| 彩城ゆりな    | 1             | 2             |               | 新人!kawaii*専属デビュ→パイパン着エロアイドル1本限りのAV解禁♪ 2012年9月              | kawaii*presents 夢のハメキュン恋活裏ツアー2015 春原&彩城のおこぼれ救済大作品!?お見合いパーティー後、女優陣は… 2015年10月 |
| ほのか美空    | 3             |               |               | 新人!kawaii*専属デビュ→スタアの順番☆ 2012年10月                                      | 朝から晩までおもらしエクスタシー 2012年12月                                                                              |
| 野宮さとみ    | 4             |               |               | 新人!kawaii*専属デビュ→原石美少女☆ココチイイ親近感 2012年11月                        | 黒パンスト女子校生の甘～い誘惑 2013年3月                                                                                 |
| 富永苺        | 4             | 1             | 1             | 新人!kawaii*専属デビュ→ミニカワFcupアイドル誕生♪ 2012年12月                          | いちごたん全作コンプリートだょ☆富永苺8時間special 2013年8月                                                              |
| 咲田ありな    | 4             |               | 1             | 新人!kawaii*専属デビュ→今日、君にまっしぐら。 2013年1月                              | さきあり全作コンプリートだょ☆咲田ありな8時間special 2013年9月                                                            |
| 蒼乃かな      | 3             | 1             |               | 新人!kawaii*専属デビュ→明日も君に会おうかな☆ 2013年2月                               | kawaii*ソープへいらっしゃいませ♪ 夢の2輪車すぺしゃる! 2013年5月                                                          |
| 酒井美結      | 3             |               |               | 新人!kawaii*専属デビュ→酒井美結、身長148cmです! 2013年4月                            | 美結ちゃんがイッた! 2013年6月                                                                                            |
| 小宮山ゆき    | 3             |               |               | 新人!kawaii*専属デビュ→むっつり美乳娘☆ゆきりん 2013年5月                             | 彼氏の友達に寝取られちゃった私…。 2013年7月                                                                              |
| 明菜りせ      | 1             |               |               | 新人!kawaii*限定デビュー!スポ根美少女が1本限りのAV解禁♪ 2013年5月                    | 新人!kawaii*限定デビュー!スポ根美少女が1本限りのAV解禁♪ 2013年5月                                                        |
| 紺野ひかる    | 5             | 2             | 1             | 新人!kawaii*専属デビュ→スタア発掘★眠れる森の美少女 2013年6月                         | kawaii*presents 夢のハメキュン恋活裏ツアー2015 春原&彩城のおこぼれ救済大作品!?お見合いパーティー後、女優陣は… 2015年10月 |
| 若菜ねね      | 4             |               |               | 新人!kawaii*専属デビュ→ふわふわGカップ娘 2013年6月                                   | Gカップの揺れが止まらない騎乗位エッチッチ♪ 2013年9月                                                                     |
| 逢田みなみ    | 6             |               | 3             | 新人!kawaii*専属デビュ→スタア誕生★みんなのアイドル 2013年7月                         | 逢田みなみ完全コンプリート全作品全コーナー8時間BEST 2015年7月                                                            |
| 安土結        | 5             | 1             | 1             | 新人!kawaii*専属デビュ→スタア誕生★追憶の美少女 2013年7月                             | 結にゃん全作コンプリートだょ☆安土結8時間special 2014年4月                                                                |
| さかうえもか  | 6             |               | 2             | 新人!kawaii*専属デビュ→脱ぎ鉄アイドル☆しゅっぱつ進行っ! 2013年8月                    | 撮り鉄アイドル全作コンプリートだょ☆さかうえもか全曲PV入り8時間special 2014年7月                                          |
| 愛須心亜      | 1             | 3             |               | 新人!kawaii*専属デビュ→私、AV女優を目指して上京しました。 2013年8月                  | お兄ちゃん、お注射してください♥ 純愛☆妹アイドル マシュマロ3D 大乱交スペシャル! 2015年2月                                 |
| 君野由奈      | 3             | 1             |               | 新人!kawaii*専属デビュ→ピアノ歴16年の名門お嬢様女子大生♪ 2013年9月                   | かわいい妹2人と夢の同棲性活 2013年12月                                                                                   |
| 純名つらら    | 6             |               |               | 新人!kawaii*専属デビュ→照れ笑いで美乳が弾む純なつららは天然娘。 2013年9月            | 媚薬と美少女 絶叫イキ狂いセックス 2014年2月                                                                              |
| 麻衣花なつ    | 4             | 1             |               | 新人!kawaii*専属デビュ→美少女なっちゃん☆ちっぱいぱん 2013年10月                      | 微乳トライアングルぺったん娘 2014年2月                                                                                   |
| 朝日まな      | 2             | 1             |               | 新人!kawaii*専属デビュ→Juicy美少女 太陽の恵み 2013年10月                             | かわいい妹2人と夢の同棲性活 2013年12月                                                                                   |
| 槇原愛菜      | 3             | 1             | 1             | kawaii*×E-BODY2メーカー専属同時デビュ→Cuteなの?Bodyなの?どっちが好きなの? 2013年11月 | まっきー全作コンプリートだょ☆槇原愛菜8時間special 2014年5月                                                              |
| 二葉このみ    | 5             | 1             | 1             | 新人!kawaii*専属デビュ→清純清楚なスケベっ娘☆このみ 2013年12月                        | このみん全作コンプリートだょ☆二葉このみ8時間special 2014年8月                                                            |
| 大野藍子      | 1             |               |               | 新人!kawaii*専属デビュ→無類のクリ好き美少女☆ 2014年1月                               | 新人!kawaii*専属デビュ→無類のクリ好き美少女☆ 2014年1月                                                                   |
| さくらゆら    | 36            | 2             | 3             | 新人!kawaii*専属デビュ→奇跡の逸材☆次世代アイドル誕生 2014年2月                       | シコッて焦らして大量射精へ導く種搾りメイド 2017年5月                                                                     |
| 鈴羽みう      | 4             | 1             |               | 騎乗位が凄いEカップ美乳ちゃんkawaii*専属AVデビュー!! 2014年3月                       | 痴漢に狙われた女子校生 2014年7月                                                                                         |
| 桜川かなこ    | 3             | 1             |               | チュー大好きロリボイスアイドルkawaii*専属AVデビュー!! 2014年3月                      | トリプル巨乳ハーレムエステ 2014年6月                                                                                     |
| 宮崎あや      | 6             | 1             | 1             | 18歳の旅立ち♪宮崎あやkawaii*専属AVデビュー!! 2014年4月                               | あやや全作コンプリートだょ☆8時間special 2015年1月                                                                        |
| 松田杏奈      | 3             |               |               | 初撮りkawaii*素人娘Vol.1 ゴルフ場でバイトしている隠れ巨乳の杏奈ちゃん 2014年4月      | kawaii*ソープへいらっしゃいませ♪ 2014年6月                                                                               |
| 涼川絢音      | 7             | 1(1)          | 1             | 涼川絢音kawaii*専属AVデビュー!! 2014年5月                                            | あーたん全作コンプリートだょ☆涼川絢音8時間special 2015年3月                                                              |
| 桐谷みなみ    | 5             | (1)           |               | 桐谷みなみ kawaii*専属AVデビュー!! 2014年6月                                         | 二股公認!?ドチハメ温泉旅行! 2014年11月                                                                                   |
| 逢沢つばさ    | 6             | 1             | 1             | 逢沢つばさkawaii*専属AVデビュー!! 2014年7月                                          | つーちゃん全作コンプリートだょ☆逢沢つばさ8時間special 2015年4月                                                          |
| 高梨めぐみ    | 2             | 1             |               | 初撮りkawaii*素人娘Vol.3 19歳の処女喪失 2014年7月                                    | 処女喪失から3ヵ月で初めてイッちゃった 2014年9月                                                                          |
| なごみ        | 3             | 1             |               | なごみ kawaii*専属AVデビュー!! 2014年8月                                             | 突撃!?隣のビンボーさん!なごみと亜衣が貧乏さんのお家でプライスレスな思い出作り 2014年11月                                 |
| 実栗ゆね      | 5             |               |               | 実栗ゆねkawaii*専属デビュー!!帰国子女18歳7か月で専属デビュ→ 2014年9月                | クラス30名!全員ブッコ抜き教室 2015年3月                                                                                  |
| 並木杏梨      | 7             | 1             | 1             | 並木杏梨kawaii*専属AVデビュー!! 2014年10月                                           | 杏梨ちゃん全作コンプリート＋未公開SEX特典付8時間special 2015年7月                                                        |
| 小羽          | 5             | 1             |               | 小羽kawaii*専属AVデビュー!! 2014年11月                                               | 親には言えない修学旅行 ‘旅のしおり’には書いてありませんでした。 2015年4月                                                |
| みなみ愛星    | 5             | 1             |               | みなみ愛星kawaii*専属AVデビュー!! 2014年12月                                         | 知らないおじちゃんに回されて 2015年5月                                                                                   |
| 佐野まゆ      | 1             |               |               | 佐野まゆ1本限定AVデビュー!! 2014年12月                                               | 佐野まゆ1本限定AVデビュー!! 2014年12月                                                                                   |
| 綾瀬ことり    | 4             | 1             |               | 新人!kawaii*専属デビュ→おすましお嬢様♥ ことりのとりこ 2015年1月                      | クラス30名!全員ブッコ抜き教室 2015年5月                                                                                  |
| 稀夕らら      | 4             | 2             | 1             | 新人!kawaii*専属デビュ→大人め美少女☆発育途中の気まぐれFカップ18歳 2015年2月          | ららの軌跡☆稀夕らら全作コンプリートだょ8時間special 2015年9月                                                            |
| 美星るか      | 3             |               |               | 新人!kawaii*専属処女デビュ→むっつり美少女オナニスト☆二次元からの三次元 2015年3月     | おち●ち●でイク美少女 2015年5月                                                                                           |
| 菊池ひなの    | 3             | 1             |               | 新人!kawaii*専属処女デビュ→ぴっちぴち美乳☆ひなのっち 2015年4月                       | レズ解禁☆美少女ふたりでエッチッチ! 2015年7月                                                                             |
| 池端真実      | 5             | 1             |               | 新人!kawaii*専属デビュ→18歳の旅立ち☆なまら美乳のほっくほく道産子まみたん 2015年5月   | 処女と童貞で結ばれた大好きな彼女が親戚のおじさん達に目の前で寝取られイカされ続けて僕の精神が崩壊した件。 2015年10月      |
| 広瀬うみ      | 5             | 1             | 1             | 新人!kawaii*専属デビュ→原石美少女☆広くて大きな海が好き 2015年6月                     | うーみん全作コンプリートだょ☆広瀬うみ8時間special 2016年2月                                                              |
| 鮎川柚姫      | 3             |               |               | 新人!kawaii*専属デビュー→発掘美少女☆着エロアイドル柚姫 2015年11月                    | どっきどき鮎川柚姫の初イキSEX 初体験6コーナー3時間スペシャル 2016年9月                                                   |

| 2016年 -     | 2016年 -    | 2016年 -    | 2016年 -   | 2016年 - | 2016年 - |
| ガールズ名   | 作品数      | 作品数      | 作品数     | デビュー作 | 最新作 |
| ガールズ名   | 単体        | 共演        | 個人ベスト | デビュー作 | 最新作 |
| ------------ | ----------- | ----------- | ---------- | --- | --- |
| 緒奈もえ     | 14          |             | 1          | 美少女発掘!! 現役女子大生kawaii*専属AVデビュー!! 2016年1月                                                                       | 緒奈もえ初ベスト kawaii*全作品コンプリート8時間 2017年5月                                                                        |
| ゆいかまな   | 4           |             |            | 新人!ゆいかまなkawaii*専属AVデビュー!! 2016年3月                                                                                 | ずっと大好きだった幼なじみを地元のDQN先輩の巨根で寝取られた話 2016年6月                                                          |
| 桐羽亜実     | 1           |             |            | 美少女発掘!! 現役美大生kawaii*専属AVデビュー!! 2016年5月                                                                         | 美少女発掘!! 現役美大生kawaii*専属AVデビュー!! 2016年5月                                                                         |
| 小池里菜     | 3           |             |            | kawaii*専属デビュー正真正銘うぶ娘 AV史上もっとも緊張しながらカメラの前で披露した初SEX 2016年6月                                  | 制服美少女とおじちゃん10人 顔射ドクドク大乱交 2016年8月                                                                          |
| 麻井海未     | 1           |             |            | 新人!kawaii*専属 現役女子大生アイドルマネージャー麻井海未 決意のAVデビュー!! 2016年7月                                           | 新人!kawaii*専属 現役女子大生アイドルマネージャー麻井海未 決意のAVデビュー!! 2016年7月                                           |
| 篠崎みお     | 1           |             |            | 新人!kawaii*専属 卒業したての新18歳 アイドルに憧れるピュア1000％ kawaii*即撮りAVデビュー 2016年8月                               | 新人!kawaii*専属 卒業したての新18歳 アイドルに憧れるピュア1000％ kawaii*即撮りAVデビュー 2016年8月                               |
| 瀬田ちさと   | 1           |             |            | 新人!kawaii*専属 経験人数たった一人の超お嬢様現役音大生1本限定AVデビュー 2016年9月                                               | 新人!kawaii*専属 経験人数たった一人の超お嬢様現役音大生1本限定AVデビュー 2016年9月                                               |
| 心花ゆら     | 3           |             |            | 新人!Kawaii*専属 凛とした清純美少女剣士 心花ゆら いざ、胴着を脱いでAVデビュー 2016年10月                                         | ドッキリ中出し3本番 初めて中に出しちゃった! 2016年12月                                                                           |
| 桜咲姫莉     | 1           |             |            | 前代未聞の大量潮吹き実は超ど変態お嬢様女子大生スプラッシュAVデビュー 2016年10月                                                  | 前代未聞の大量潮吹き実は超ど変態お嬢様女子大生スプラッシュAVデビュー 2016年10月                                                  |
| 高城アミナ   | 1           |             |            | 新人 Kawaii*専属 現役東●大学建築デザイン学科在学の秀才ハーフモデル女子大生 夢を追いかける清純才女がまさかのAV出演OK!! 2016年10月 | 新人 Kawaii*専属 現役東●大学建築デザイン学科在学の秀才ハーフモデル女子大生 夢を追いかける清純才女がまさかのAV出演OK!! 2016年10月 |
| 小倉みおん   | 1           |             |            | 新人!Kawaii*専属 新世代の着エロアイドル小倉みおんAVデビュー 2016年10月                                                           | 新人!Kawaii*専属 新世代の着エロアイドル小倉みおんAVデビュー 2016年10月                                                           |
| 島崎綾       | 3           |             |            | 去年の夏、甲子園で話題になった美少女チアガール島崎綾AVデビュー 2016年11月                                                        | はじめての放尿と失禁。 恥ずかしさと快感が止まらない尿浸し絶頂お漏らしFUCK 2017年1月                                              |
| 澄川鮎       | 3           |             |            | 新人!kawaii*専属 超敏感チクビのAAカップ激スリムぺったんこ美少女 澄川鮎 AVデビュー 2016年12月                                     | AAカップ美少女のヌルヌルぺったんこパイパン中出しご奉仕風俗 2017年2月                                                             |
| 大原すず     | 2           |             |            | 新人!kawaii*専属 発掘美少女☆処女膜貫通後に31回も本気イキする田舎娘AVデビュー 2016年12月                                          | 中年男に開発されて狂ったようにハメまくる変態ケダモノSEX 2017年1月                                                                |
| 佐藤千明     | 2           |             |            | 新人!kawaii*専属デビュ→卒業したての新18歳 大切に育てられてきたピュア1000％箱入り娘 即撮りAVデビュー 2017年4月                    | 新18歳 はじめて体験する絶頂大乱交 2017年5月                                                                                      |
| ルリカ       | 1           |             |            | 新人!kawaii*専属デビュ→フェラの女神様 おしゃぶり専用長舌テクを持つ現役女子大生ルリカ AVデビュー 2017年4月                        | 新人!kawaii*専属デビュ→フェラの女神様 おしゃぶり専用長舌テクを持つ現役女子大生ルリカ AVデビュー 2017年4月                        |
| 桜井まほ     | 5           | 1           |            | 新人!kawaii*専属 発掘美少女☆自分を変えたい人見知りの女子大生 桜井まほ19才AVデビュー「私にSEXを教えて下さい。」 2016年11月        | 中年オヤジと全身ガクブル痙攣イキまくりぶっかけ中出しケダモノFUCK 2017年4月                                                       |
| 村上りおな   | 4           | 1           |            | 東北で見つけた性欲が強過ぎる悩みをもったスーパーめんこい素人娘 抑えきれない欲望を満たす為にAVデビュー 2016年11月                 | 解禁!真正中出し はじめての生膣中SEX 2017年3月                                                                                    |
| 篠崎もも     | 3           |             |            | 新人!kawaii*専属デビュ→ 発掘美少女☆元Jr.アイドル篠崎もも18才AVデビュー 2016年12月                                                | はじめての放尿と失禁。恥ずかしさと快感が止まらない尿浸し絶頂お漏らしFUCK 2017年2月                                               |
| 一ノ瀬もも   | 2           |             |            | 新人!kawaii*専属デビュ→ 秋○原で人気沸騰中!天使のアニメ声 現役地下アイドルAVデビュー 2017年2月                                    | 気持ち良すぎて我慢できない初めての絶頂イキ潮スプラッシュ 2017年3月                                                               |
| 小嶋亜美     | 1           |             |            | 新人!kawaii*専属 元子役タレント小嶋亜美まさかのAVデビュー 大きく育った超敏感F-cup 先生、私こんなにエッチになりました―― 2017年2月 | 新人!kawaii*専属 元子役タレント小嶋亜美まさかのAVデビュー 大きく育った超敏感F-cup 先生、私こんなにエッチになりました―― 2017年2月 |
| 四ツ葉うらら | 4           |             |            | 新人kawaii*専属 発掘美少女 ハニカミ笑顔があどけないアイドル研究生 四ツ葉うららAVデビュー 2017年3月                               | 濡れ透けたピンク乳首おっぱいで無意識に男を誘惑するズブ濡れJK 2017年6月                                                           |
| 広瀬みお     | 3           |             |            | メジャーデビューを夢見る経験人数たった1人のピュアカワ美少女シンガーソングライターAVデビュー 2017年3月                            | おじさんと少女の着せ替えコスプレ陰湿3本番 2017年5月                                                                              |
| たかなしるう | 2           |             |            | 新人!kawaii*専属デビュ→8.5頭身ミスキャンパスたかなしるう スレンダー敏感ヒップライン激突きAVデビュー! 2017年4月                   | スレンダーボディのミスキャンパスたかなしるう はじめての大痙攣ぴっくぴくイキまくり4本番 2017年5月                                 |
| 香苗レノン   | 3           |             |            | 新人!kawaii*専属デビュ→発掘美少女☆圧・倒・的・透・明・感19歳現役女子大生AVデビュー 2017年4月                                     | 現役女子大生イキ跳ね極美スレンダーBODYエビ反り潮吹きFUCK 2017年6月                                                               |
| 一色さゆり   | 2           |             |            | 新人!kawaii*専属デビュ→ 童顔アンバランスGカップ!18歳現役グラドル 一色さゆりAVデビュー 2017年5月                                  | 現役グラドルメイド18歳×Gカップ 最高のおっぱいご奉仕フルコース 2017年6月                                                          |
| 花守みらい   | 1           |             |            | 発掘美少女☆花守みらい 19歳むっちりFカップの人気グラビアアイドルAVデビュー 2017年6月                                              | 発掘美少女☆花守みらい 19歳むっちりFカップの人気グラビアアイドルAVデビュー 2017年6月                                              |
| 有栖るる     | 4           |             |            | 大型新人! kawaii*専属デビュー kawaii*史上最高の美少女 アイドル性NO.1 有栖るる 8月25日                                            | 有栖るる おしっこ解禁 恥じらいと快感が押し寄せるびちゃびちゃ初おもらし絶頂FUCK 11月25日                                          |
| 清宮すず     | 5（VR含む） |             |            | 「私にセックス教えてください」 満点笑顔に心を奪われる卒業したばかりの18歳 清宮すず AVデビュー 2020年5月                          | 「どうせヤリマンなんだろ?」 人気者と勘違いしてるムチムチ過激18禁コスプレイヤーをお望み通り今から犯してあげるね。 2020年9月       |
| もなみ鈴     | 2           |             |            | 初めてのショートカット kawaii*専属 ～禁欲後の焦らし即ハメ連続仰け反りアクメ～ 2020年8月                                          | |
| 愛宝すず     | 3           |             |            | | 2023年10月3日よりS1 NO.1 STYLEから専属移籍。2023年12月に専属を離れ、企画単体女優への転向を発表。                                 |
| 西元めいさ   | 7           | 2（VR作品） |            | | 2023年11月7日よりSODクリエイトから専属移籍。2024年11月にHMN WORKS専属女優となる。                                                |